# (9793) Torvalds
(9793) Torvalds ist ein Asteroid des Hauptgürtels, der am 16. Januar 1996 im Rahmen des Spacewatch-Programms entdeckt wurde. Der Asteroid ist nach dem finnischen Softwareentwickler Linus Benedict Torvalds benannt, von dem der Linux-Kernel stammt.
Mit (9885) Linux, (9965) GNU, (9882) Stallman und (13926) Berners-Lee bekamen weitere Asteroiden Namen von prominenten Softwareentwicklern oder FLOSS-Projekten.